# Merry-la-Vallée
Merry-la-Vallée è un comune francese di 433 abitanti situato nel dipartimento della Yonne nella regione della Borgogna-Franca Contea.

## Società

### Evoluzione demografica
Abitanti censiti